# Angraecopsis parviflora
Angraecopsis parviflora es una orquídea epífita originaria del África tropical.

## Distribución y hábitat
Se encuentra en Costa de Marfil, Camerún, Tanzania, Malaui, Mozambique, Zimbabue, Marruecos, Mauricio, Reunión y en Madagascar en los bosques de montaña, en alturas de 600 a 1600 m s. n. m.

## Descripción
Es una orquídea de tamaño pequeño, que prefiere clima cálido a fresco, es epífita con un tallo corto colgante y de 4 a 6 hojas oblanceolada lineales, retorcidas, basales, con el ápice muy bilobulado. Florece  a través de una inflorescencia colgante con varias, de 2 a 8 flores de 5 mm de largo, que se encuentra en el tercio apical, de 5 a 10 cm de largo, en forma de racimo oval triangular con brácteas florales. La floración se produce a fines de la primavera.

## Taxonomía
Angraecopsis parviflora fue descrita por (Thouars) Schltr. y publicado en Bulletin of Miscellaneous Information Kew 1937: 465. 1937.
Etimología
Angraecopsis: nombre genérico que se refiere a su parecido con el género Angraecum.
parviflora: epíteto latino que significa "de flor pequeña".
Sinonimia
- Aerobion parviflorum (Thouars) Spreng. 1826;
- Angraecum parviflorum Thouars 1822;
- Epidorchis parviflora (Thouars) Kuntze 1891;
- Listrostachys parviflora (Thouars) S.Moore 1877;
- Mystacidium pedunculatum Rolfe 1897;
- Oeceoclades parviflora (Thouars) Lindl. 1833;
- Saccolabium parviflorum (Thouars) Cordem. 1895[1][4][5]